# Grabstein-Projekt
Das Grabstein-Projekt ist ein ehrenamtliches Mitmach-Projekt, das im Jahr 2007 von einer Gruppe ehrenamtlicher Ahnen- und Familienforscher innerhalb des Vereins für Computergenealogie (CompGen) ins Leben gerufen wurde. Es hat sich zum Ziel gesetzt, die auf Grabsteinen gespeicherten, geschriebenen Familiendaten von Verstorbenen durch Abfotografieren zu retten. Die Motivation hierfür liegt darin, dass die meisten Grabsteine von Grabstellen, deren Liegezeit (auf christlichen Friedhöfen meist 25 Jahre) abgelaufen ist, abgeräumt und als Original nicht erhalten werden können.
Bis August 2025 wurden 6,4 Millionen Personen-Datensätze von Grabsteinen erfasst, sowie 4,1 Millionen Grabstein-Fotos von mehr als 9.560 Friedhöfen (christliche, jüdische und Soldatenfriedhöfe) angefertigt.